# Hemaris thysbe
Sphinx colibri
Pour l'autre espèce appelée « Sphinx colibri », voir Macroglossum stellatarum.
Espèce
Le Sphinx colibri (Hemaris thysbe) est une espèce nord-américaine de lépidoptères (papillons) de la famille des Sphingidae. 

## Distribution
Son aire de répartition s'étend de l'Alaska et du sud des Territoires du Nord-Ouest jusqu'à la Colombie-Britannique et l'Oregon, à l'est dans les Grandes Plaines et la région des Grands Lacs dans le Maine et à Terre-Neuve ; au sud de la Floride et du Texas. 

## Description
L'imago a une envergure de sept centimètres ; il est parfois confondu avec les colibris ou les abeilles en raison de ses ailes en mouvement rapide et de leur coloration. Cela vaut à l'espèce le nom français de « Sphinx colibri » (nom aussi employé en Europe pour désigner une autre espèce, Macroglossum stellatarum).

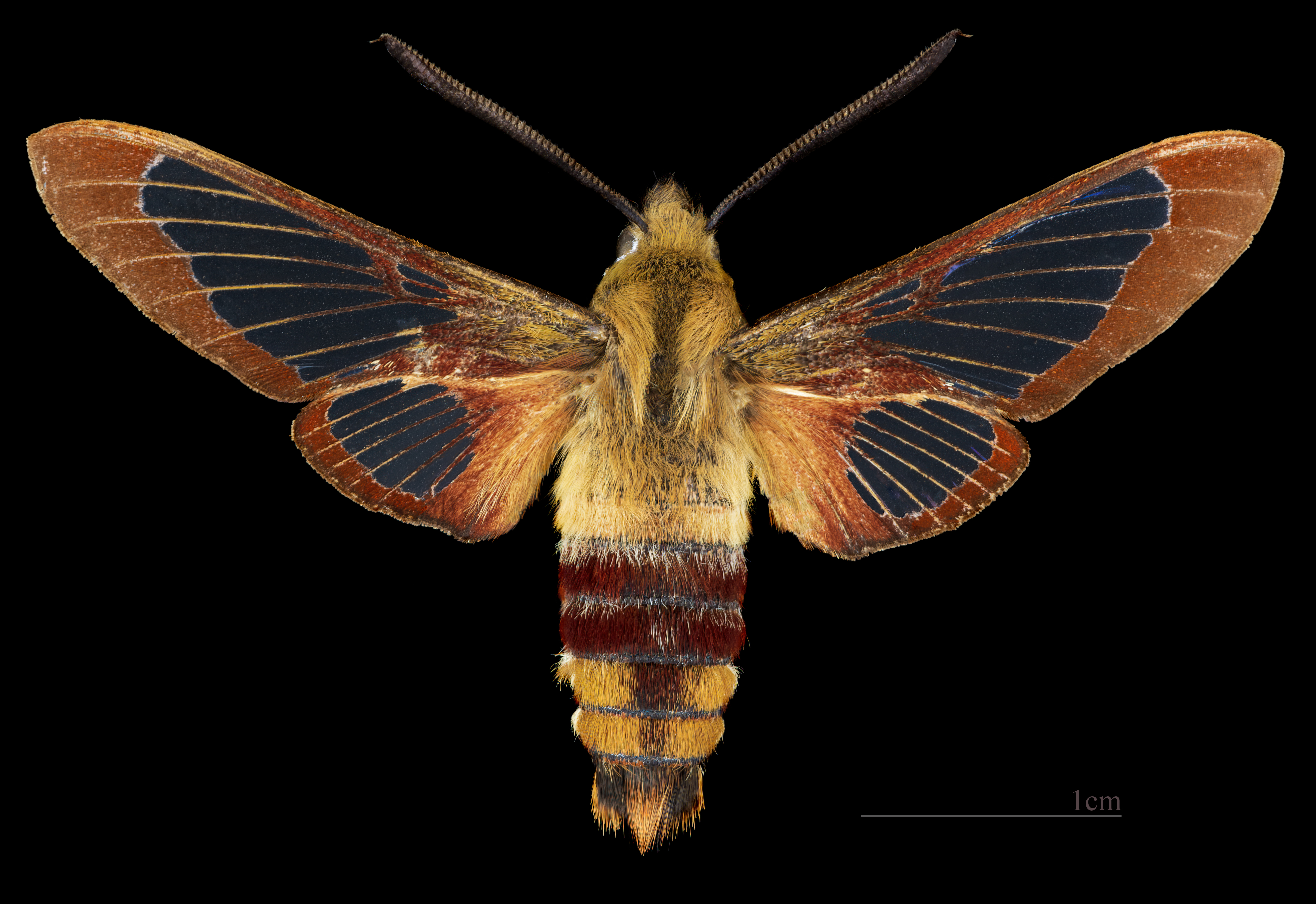
Hemaris thysbe ♂
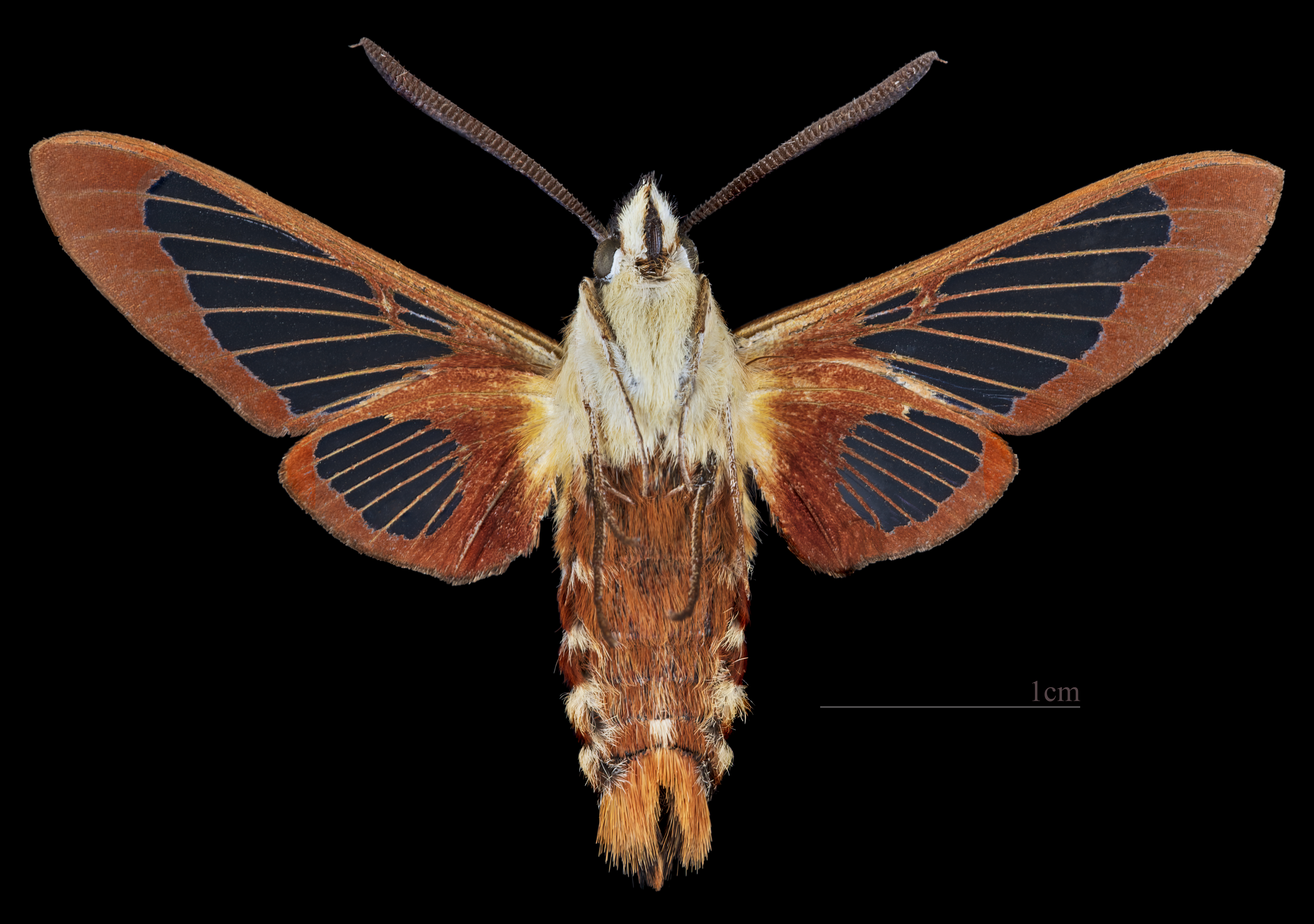
Hemaris thysbe ♂  △
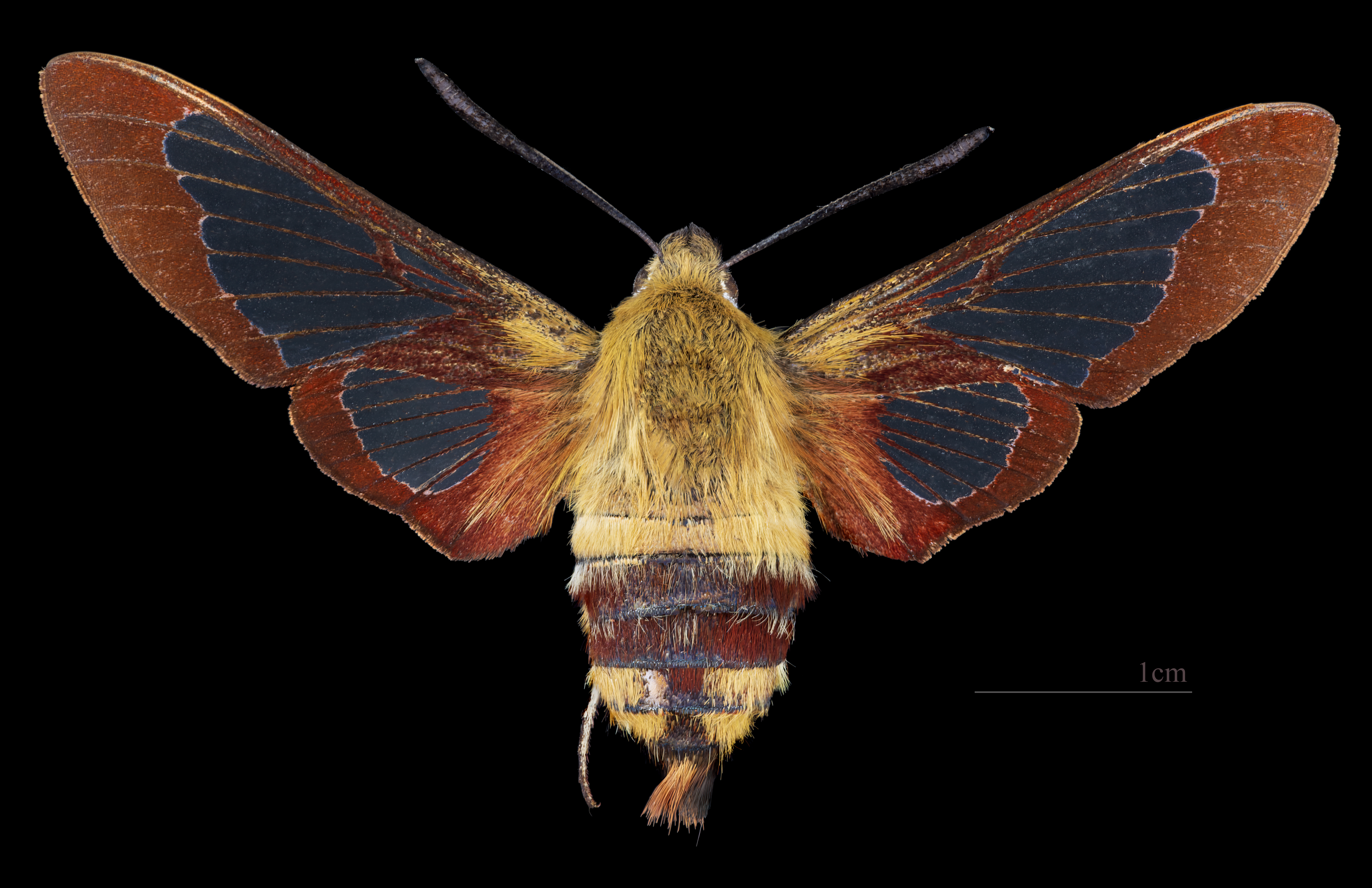
Hemaris thysbe ♀
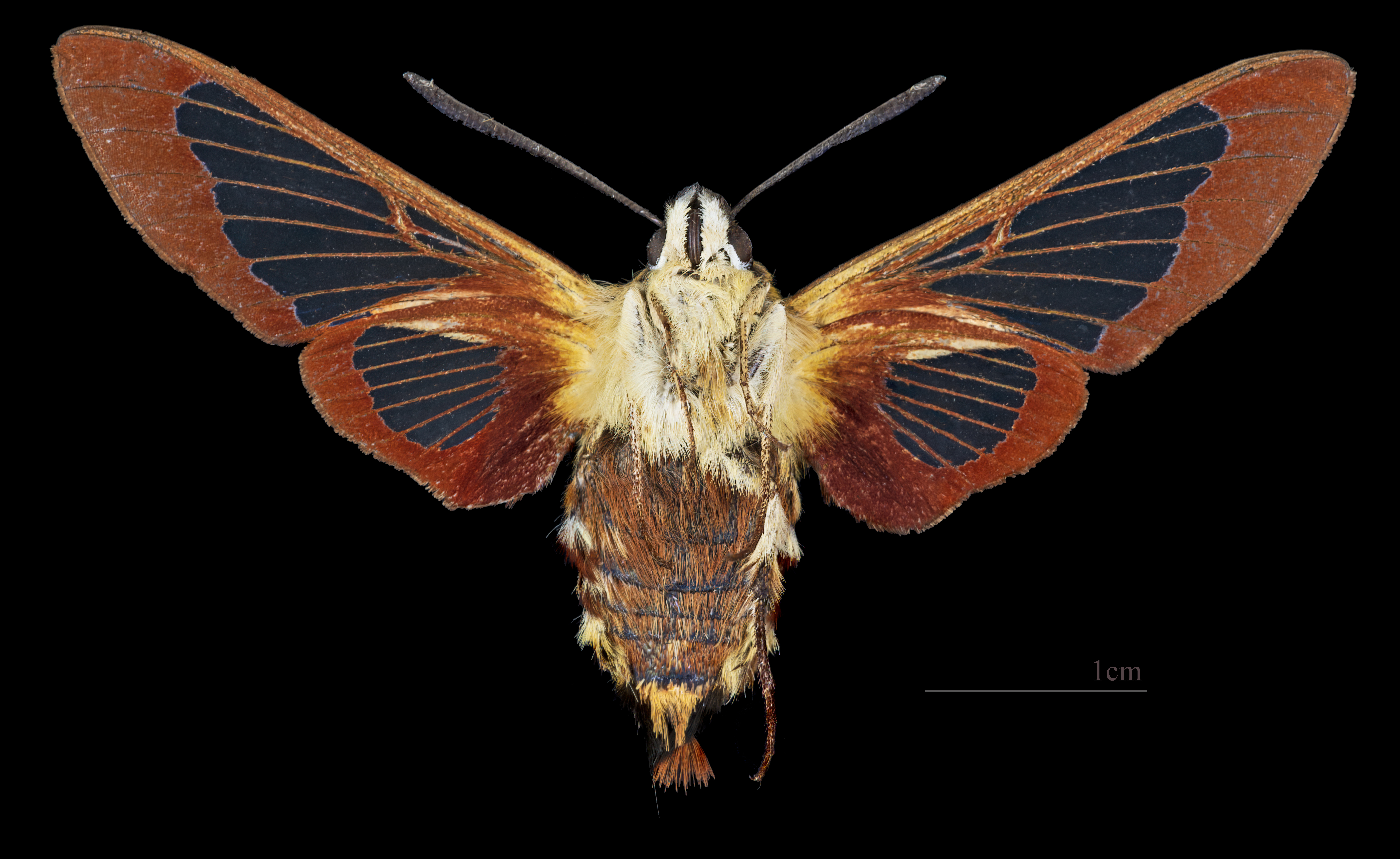
Hemaris thysbe ♀ △

## Biologie
Les chenilles mangent viorne, aubépine, chèvrefeuille, et quelques espèces d'arbres fruitiers.